# ابن شنظير
إبراهيم بن محمد بن حسين الأموي، الملقب بأبي إسحاق، المعروف ابن شِنْظِیر (963 - 402هـ، 1012م)، مؤرخ أندلسي وفقيه مالكي، ولد بطليطلة، من مؤلفاته تاريخ رجال الأندلس.